# Galerie de Beaujolais
La galerie de Beaujolais est une voie du 1er arrondissement à Paris.

## Situation et accès
Elle est l'une des galeries sous arcades située à l'intérieur du Palais-Royal, et qui longe le côté nord de ses jardins. Elle débute au péristyle de Beaujolais et se termine au péristyle de Valois.
Le passage du Perron permet de rejoindre la rue de Beaujolais qui lui est parallèle, entre les nos 7 et 9 de ladite rue.

## Origine du nom
Elle porte ce nom en raison du voisinage de la rue de Beaujolais.

## Historique
Cette voie privée fait partie du Palais-Royal. Elle fut construite par l'architecte Victor Louis dans les années 1780, à la demande du duc Philippe d'Orléans, propriétaire du site.

## Sites particuliers
- Le Grand Véfour au no 79 : d'abord Café de Chartres, ouvert en 1784, il devient après la Révolution un restaurant. Jean Véfour, dit le « Grand Véfour », la racheta à partir des années 1820 et en fit un restaurant à la mode, fréquenté par les personnalités du Tout-Paris au cours du XIXe siècle. Il tombera un peu dans l'oubli après la Première Guerre mondiale. Il est racheté en 1948 par Raymond Oliver qui relance l'établissement ; le restaurant redevient un lieu de rendez-vous mondain. La famille Taittinger le rachète en 1983. Cette même année, le 23 décembre, un attentat à la grenade qui restera non élucidé blesse une douzaine de personnes dont Françoise Rudetzki, qui fondera par la suite l'association SOS Attentats. L'établissement a été restauré avec un décor Second Empire et est étoilé au Guide Michelin avec le chef Guy Martin. Il a perdu sa troisième étoile en 2008.
- La bibliothèque-musée de la Comédie-Française.
- Le salon de mademoiselle Montansier :
  - au premier étage se trouvait l'appartement de mademoiselle Montansier qui recevait dans son salon tous les hommes politiques de l'époque : Paul Barras, Jacques-René Hébert, Georges Jacques Danton, Jean-Paul Marat, Maximilien de Robespierre, Jean-Lambert Tallien, Fabre d'Églantine, Camille Desmoulins, Georges Couthon et Napoléon Bonaparte ;
  - Paul Barras a habité au second étage.
- Le Café des Aveugles, au sous-sol du no 103, appelé ainsi car les musiciens de l'orchestre étaient aveugles. Il était fréquenté par une société très mélangée de sans-culottes et de prostituées.
- Au no 89 Le Café du Caveau, dit aussi du Perron, fut fréquenté par des artistes et des écrivains de l'époque, Marie-Joseph Chénier, Jacques-Louis David et des hommes politiques. C'est là que se réunit durant vingt-sept ans, de 1762 à 1789, la deuxième société du Caveau, une célèbre goguette. Baptisé « Le Sauvage », son sous-sol accueille des divertissements libertins[2].
- Au no 108, sous la Révolution, les membres du club de 1789 de Condorcet et Mirabeau s'y réunissent[2].

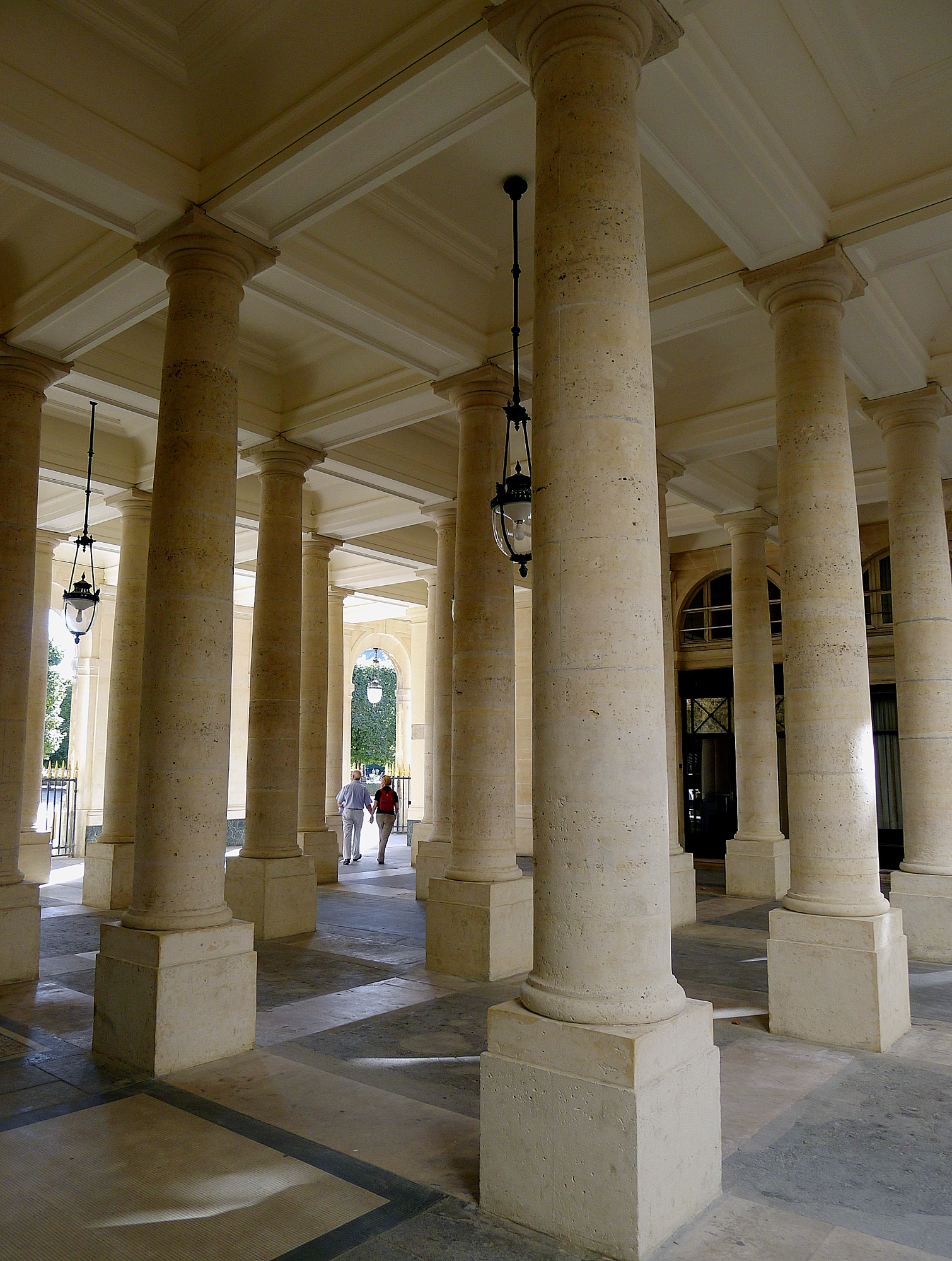
Le péristyle de Beaujolais.
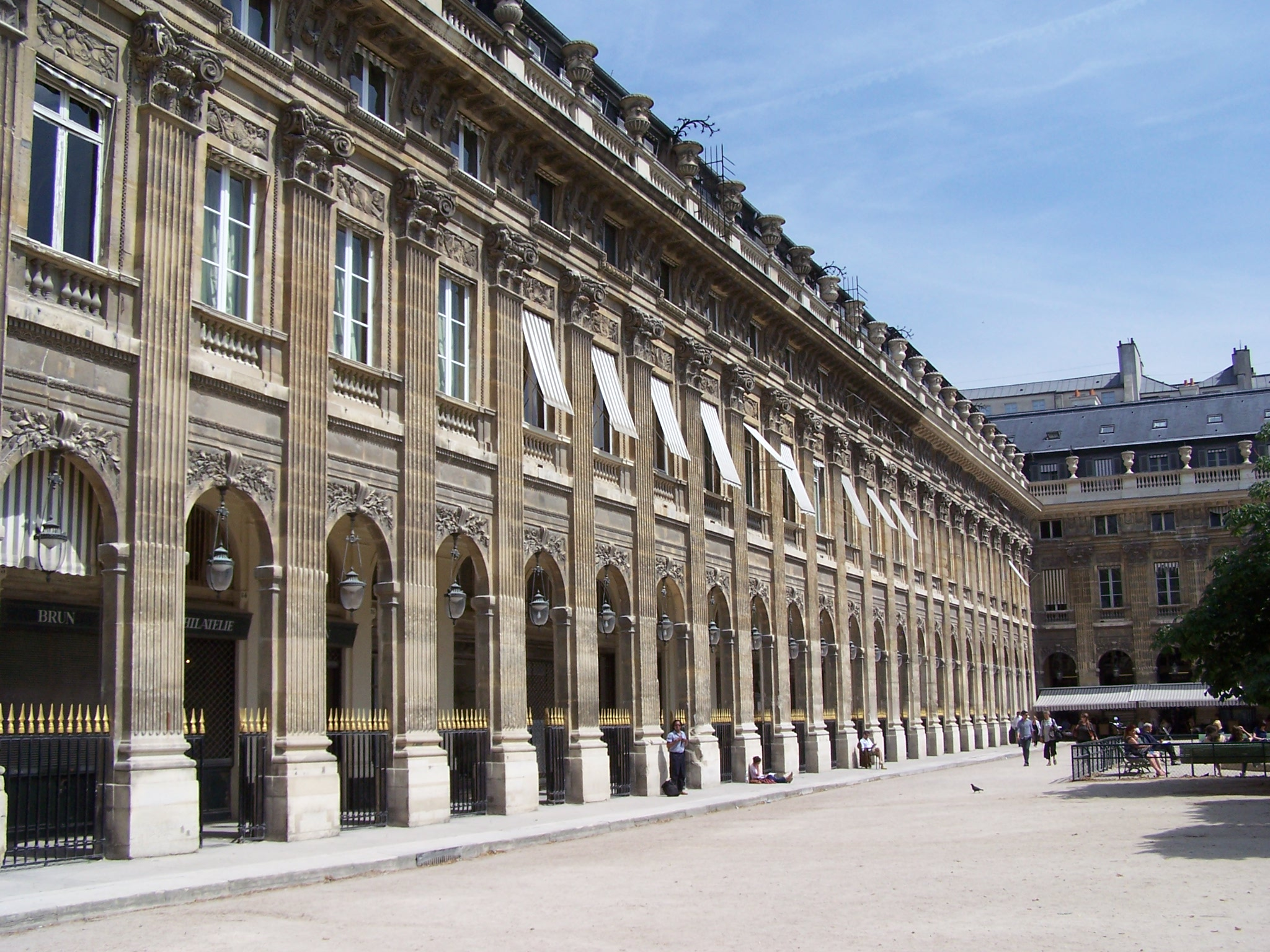
La galerie vue des jardins.
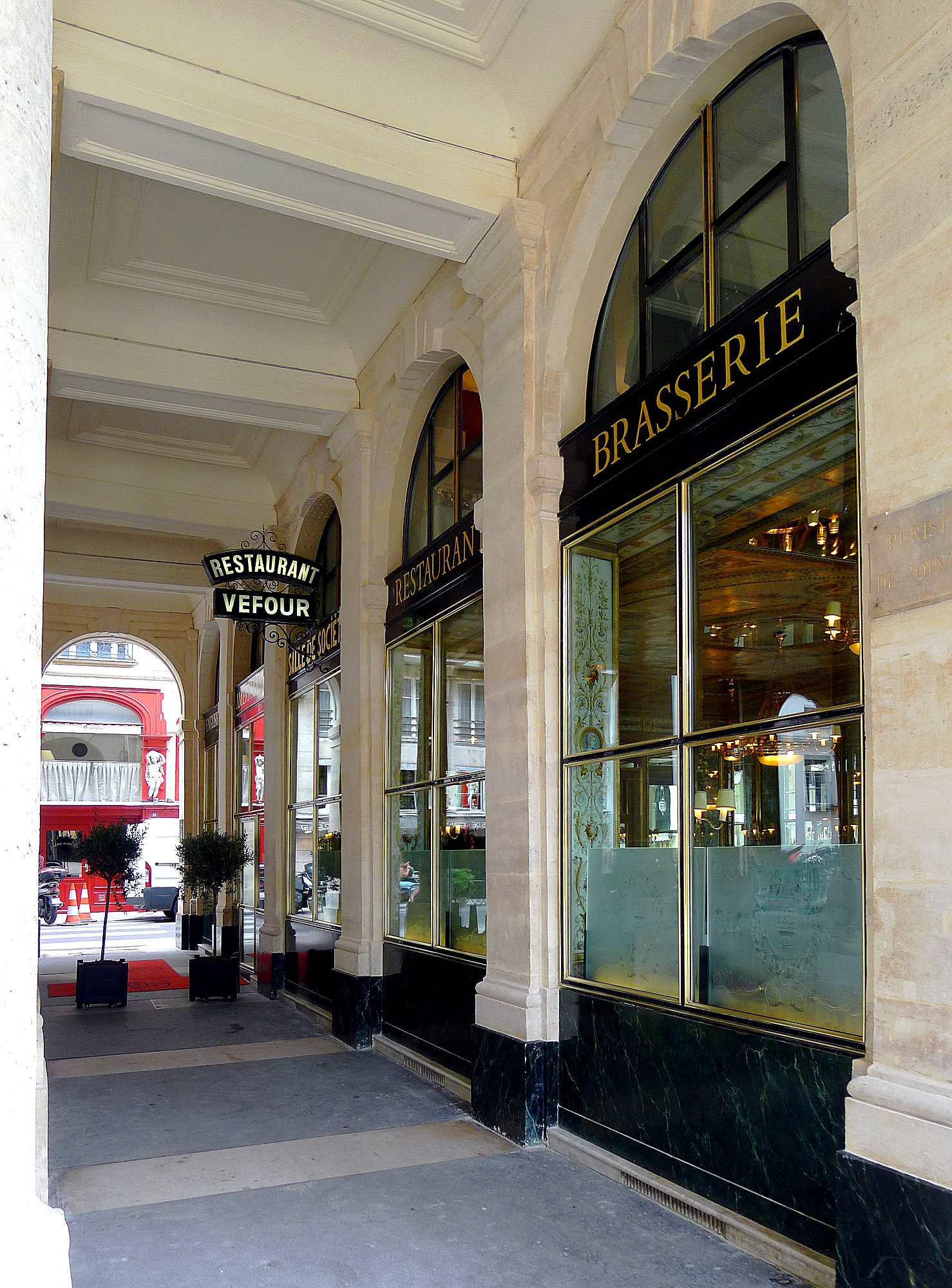
L'entrée du Grand Véfour.
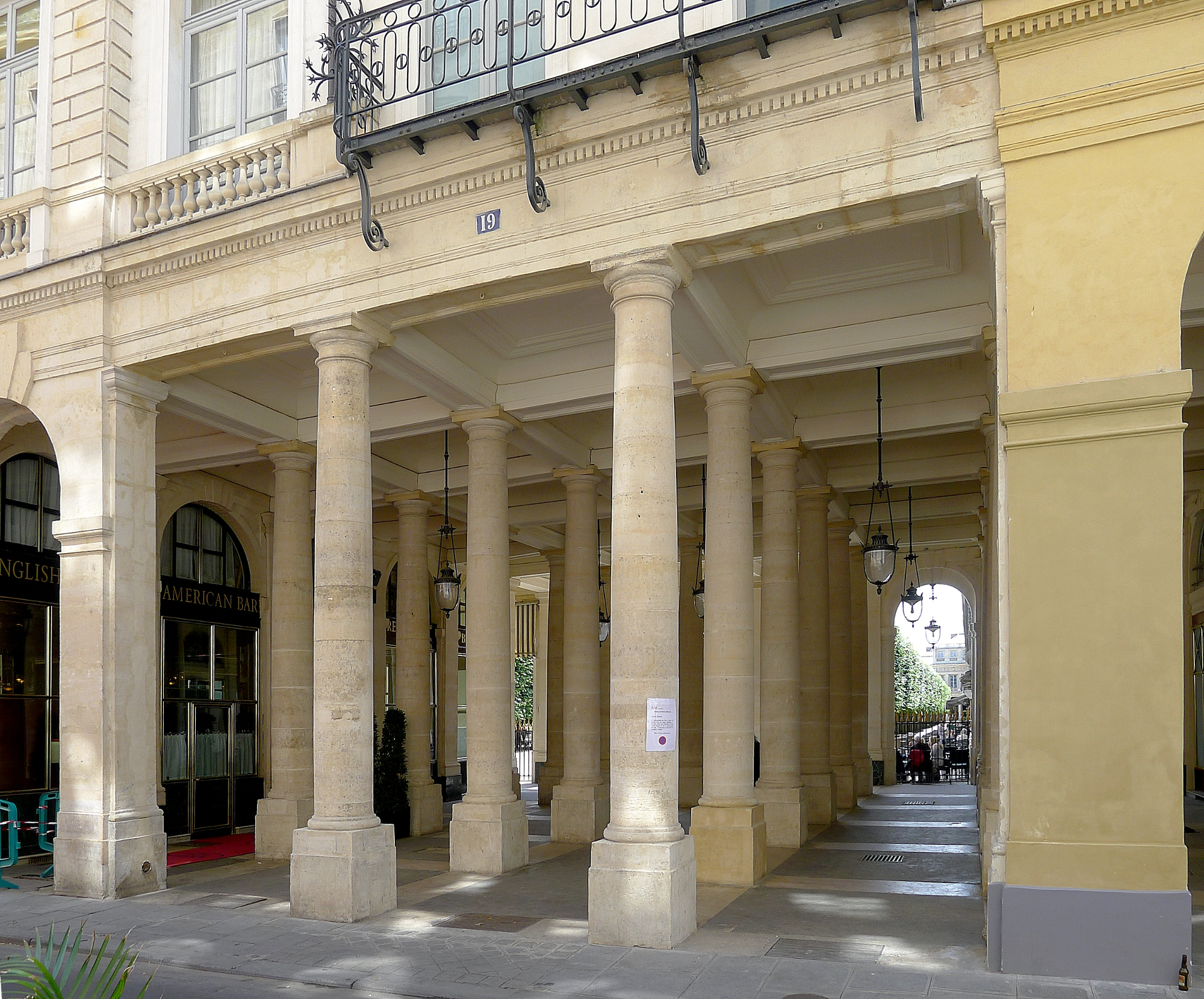
Le péristyle de Joinville vu de la rue de Beaujolais.